# Frederik Lucien De Laere
Frederik Lucien De Laere (Brugge, 19 augustus 1971) is een Vlaams dichter. Hij publiceerde de dichtbundels "Paniek in het circus" (2003), "De Martelgang" (2006), "Secuur" (2010) bij Uitgeverij Poëziecentrum Gent en de bundels "In uiterste staat" (2016) en "Opabinia" (2019) bij Uitgeverij Vrijdag. Zijn nieuwe dichtbundel "Andere richtingen" verscheen in januari 2024 bij Uitgeverij Fluxenberg.
Van De Laere werden ook eerder gedichten gepubliceerd in literaire tijdschriften (o.a. De Brakke Hond, Deus ex Machina, Poëziekrant, Extaze, Het Liegend Konijn) en in diverse bloemlezingen, zoals  "Vanuit de lucht – de eerste generatie dichters van de eenentwintigste eeuw", "Gerrit Komrij’s Nederlandse poëzie van de 19de t.e.m. de 21ste eeuw in 2000 en enige gedichten" en "Hotel New Flandres".
De poëzie van De Laere bestrijkt een breed spectrum van onderwerpen en hij hanteert diverse stijlen. In de vroege gedichten heerst een surrealistische en bevreemdende sfeer, die doet denken aan Paul Snoek en Gust Gils.
Zijn poëzie vertoont ook invloeden van Hugo Claus, Jotie T'Hooft, J.M.H. Berckmans, Rainer Maria Rilke en Edgar Allan Poe.
Naast werk over maatschappelijke thema's zoals natuur versus mens, wreedheid, veiligheid schrijft hij ook gedichten die baden in een mythisch-religieuze sfeer.
De Laere werkte in 2006 mee aan "dicht/vorm", een project rond poëzie en animatiefilm.
In 2007-2008 was hij stadsdichter van Damme en schreef in deze functie verschillende gedichten in opdracht, waaronder ‘Hondsdamme’ en ‘Vriezeganzen’.
Hij is stichtend lid van de eigenzinnige dichtersgroep Het Venijnig Gebroed en nam zowel individueel als met de groep deel aan verschillende literaire optredens en happenings.
Hij was eerder te gast op o.m. Theater aan Zee, Lowlands-festival, Dichter aan huis, Poetry International en Crossing Border.
De dichter is recent ook actief als performer en werkt samen met artiesten uit verschillende kunstdisciplines.